# Nürnberger Schwulenpost
Die Nürnberger Schwulenpost (NSP) war eine monatlich erscheinende Zeitschrift für Schwule und Lesben in Nordbayern, die im Juli 1985 erstmals herausgegeben wurde. Die NSP war damit eine der ersten Schwulenzeitschriften. Durch sinkende Werbeeinnahmen und den Wegfall von ehrenamtlichen Mitarbeitern wurde die gedruckte Ausgabe gegen 2010 eingestellt. Der Internetauftritt blieb noch bestehen. Doch der letzte Eintrag stammt aus dem Jahr 2013.
Die NSP entstand als Nachfolger des Rosa Flieder im Rahmen der politischen Schwulenbewegung. Hauptthemen waren immer die Abschaffung des § 175 StGB, Diskriminierung von Schwulen und Lesben, Homosexualität und Kirche, Situation von Schwulen und Lesben in der Nazizeit und der frühen BRD sowie in neuerer Zeit die "Eingetragene Lebenspartnerschaft" und das geplante Antidiskriminierungsgesetz. Heute (2006) ist die NSP das einzige nichtkommerzielle Szenemagazin dieser Auflagenstärke, das noch in rein ehrenamtlicher Arbeit erstellt wird. Verbreitungsgebiet ist schwerpunktmäßig Nordbayern, Auslage erfolgt auch bundesweit in Schwul-lesbischen Zentren. Herausgeber ist der Schwul-lesbische Kultur- und Medienverein in Zusammenarbeit mit dem Schwul-lesbischen Verein Fliederlich e. V.
Die Auflage beträgt 5.200 Exemplare. Verkauft wird die NSP gegen eine Schutzgebühr von 50 Cent an Bahnhöfen. Im Nürnberger Raum kann die NSP kostenlos aus Szene-Cafés mitgenommen werden oder auch kostenlos im Fliederlich e. V. abgeholt werden.
Die Zeitung beinhaltet einen Szenenführer, Rechtstipps, News, Texte zu sexueller Aufklärung und Prävention in Zusammenarbeit mit der AIDS-Hilfe Nürnberg/Erlangen/Fürth und Kontaktanzeigen.
Die Ausgaben ab 1985 – die ersten Jahre nur zum Teil – sind im Internet zu finden. Ab September 1996 sind alle Artikel nutzbar und bieten einen historischen Überblick über Themen und Entwicklung der Schwulenbewegung.
Ehrenamtliche Mitarbeiter waren unter anderem Michael Glas und Manuel Ernst.